# Bogaty
Bogaty − polski herb szlachecki.

## Opis herbu
Opis z wykorzystaniem zasad blazonowania, zaproponowanych przez Alfreda Znamierowskiego:
Na tarczy dwudzielnej w pas, w polu górnym, czerwonym, dwie strzały srebrne w krzyż skośny; 
W polu dolnym, błękitnym, 6 gwiazd srebrnych (3, 2, 1). 
Labry z prawej czerwone, z lewej błękitne, podbite srebrem.

## Najwcześniejsze wzmianki
Wzmiankowany w krakowskiem w 1532 roku.

## Herbowni
Herb ten, jako herb własny, przysługiwał tylko jednej rodzinie herbownych:
Bogaty.